# Сандстрём, Анна
Анна Сандстрём (швед. Anna Sandström, полное имя Anna Maria Carolina Sandström; 1854—1931) — шведская феминистка, педагог-реформатор и пионер в системе образования Швеции.

## Биография
Родилась 3 сентября 1854 года в Стокгольме в семье секретаря Геодезического совета Карла-Эрика Сандстрёма (Carl Erik Sandström) и его жены Анны Халлстрём (Anna Hallström). После ранней смерти родителей, девочка воспитывалась в качестве приемного ребенка в семье полковника Хьялмара Хагберга (Hjalmar Hagberg).
Она получила образование в Королевской нормальной школе для девочек (Statens normalskola för flickor) и Королевской семинарии (Högre lärarinneseminariet) в Стокгольме и стала работать учителем. К этому моменту женщины Швеции получили право учиться в университетах страны, но Анна не стала продолжать обучение. С 1874 по 1882 год она работала учителем в женской школе Åhlinska skolan, затем с 1881 по 1883 год — в Södermalms högre läroanstalt för flickor в Стокгольме. 
Она подвергала критике современное школьное образование и продолжила заниматься самообразованием, изучая историю, латынь, французскую и шведскую литературу. Читала публикации реформирования педагогической деятельности. Анна Сандстрём опубликовала ряд работ на тему образования. Её произведения привлекли большое внимание и были обсуждены педагогической общественностью страны. Сандстрём присутствовала на четырёх комитетах Flickskolemöte в 1886, 1893, 1897 и 1901 годах, где представляла свои идеи реформы образования. Её часто приглашали на дебаты и собрания как авторитетного педагога-реформатора.
В 1883 году Анна Сандстрём совместно со своей коллегой Фредрике Ранквист организовали в Стокгольме школу Nya skolan (с 1886 года она называлась Anna Sandströms skola); с 1883 по 1926 год она была её директором. В 1900 году она организовала женский семинар (Anna Sandströms högre lärarinneseminarium) для учителей-женщин в Стокгольме, которым руководила в 1900—1926 годах. Её семинар стал альтернативой Королевской учительской семинарии (Kungliga Högre Lärarinneseminariet). За долгую и успешную работу по воспитанию женской молодежи, в 1904 году шведский педагог-реформатор получила медаль Иллис Кворум. 
В 1883 году вместе с Фредриком Ларсом Хокербергом (Fredrik Lars Hökerberg, 1851—1924) Анна Сандстрём стала соучредителем радикальной газеты Verdandi, которую она редактировала в 1883—1929 годах. Газета, которой Анна руководила под псевдонимом Uffe, была ведущей образовательной газетой в Швеции до 1920-х годов.
Умерла 26 мая 1931 года в Стокгольме. Была похоронена на Северном кладбище (Норра бегравнингсплатсен) города. Одна из улиц Стокгольма названа в её честь.
Анна Сандстрём была сестрой шведского врача и учёного Ивара Сандстрёма — первооткрывателя паращитовидных желез.